# أبو الهول اليوتاهي
أبو الهول اليوتاهي (الاسم العلمي: Sphinx utahensis) هو نوع من الحشرات يتبع جنس أبو الهول من فصيلة عثث أبو الهول.